# 츄잔
중산국(中山 주잔쿠쿠)은 14세기에 개국한 것으로 추정되는 산잔 시대 당시 오키나와섬 남서쪽에 위치한 왕국이다. 중산국의 왕인 쇼하시(尙巴志)가 왕위에 오르기 이전인 1419년에 북산국을 왕위에 오르고 난 뒤인 1429년에 남산국을 멸망시켜, 유구국을 건국하였다.

## 국왕
| 대수 | 이름          | 재위 시작 | 재위 끝 | 비고                                    |
| ---- | ------------- | --------- | ------- | --------------------------------------- |
| 1    | 삿토 (察度)   | 1350년    | 1395년  | 삿토 왕가 출신                          |
| 2    | 부네이 (武寧) | 1396년    | 1405년? | 삿토의 아들                             |
| (3)  | 시쇼 (思紹)   | 1406년?   | 1421년  | 제1쇼시의 시조 (부네이로부터 왕위 찬탈) |
| (4)  | 하시 (巴志)   | 1421년    | 1439년  | 시쇼의 장남                             |

## 같이 보기
- 남산국(南山)
- 북산국(北山)
- 유구국(琉球國)